# Ali Karimi (nogometaš, rođen 1994.)
Ali Karimi (perzijski: علی کریمی‎) (Izeh, 11. veljače 1994.) iranski je nogometaš koji igra na poziciji centralnog veznog. Trenutačno igra za Kayserispor.

## Karijera

### Klupska karijera

#### Sepahan
Od 2010. do 2012. godine bio je član Sepahanove momčadi do 19 godina. Godine 2012. postaje član Sepahanove momčadi. Za Sepahan je debitirao 30. travnja 2013. godine protiv Al-Gharrafe (3:1). Sa Sepahanom je osvojio Iranski nogometni kup 2012./13. te Iransku Pro Ligu 2014./15.

#### Dinamo Zagreb
Dana 1. srpnja 2016. godine Karimi je prodan zagrebačkom Dinamu za 400 tisuća američkih dolara. S Dinamom je potpisao petogodišnji ugovor. Idućeg dana debitirao je u predsezonskoj utakmici protiv rumunjskog kluba CS Pandurii Târgu Jiu, ušavši u drugom poluvremenu.
Karimi je svoju jedinu utakmicu u 1. HNL u dresu Dinama igrao 13. kolovoza 2016. godine protiv Intera Zaprešića (2:1), ušavši u drugom poluvremenu. Time je postao prvi iranski igrač koji je zaigrao u 1. HNL. 
Za Dinamo je igrao dvije utakmicu u Hrvatskom nogometnom kupu: protiv Bjelovara 25. listopada 2016. godine (Dinamo je dobio 2:1 u gostima) i protiv Intera Zaprešića 30. studenog 2016. godine (Dinamo je dobio 1:0 u gostima).

#### Dinamo Zagreb II
Za Dinamo II je igrao 9 utakmica. Debitirao je 20. kolovoza 2016. godine protiv Solina (1:1).

#### Lokomotiva Zagreb
Od 10. veljače do 30. lipnja 2017 godine bio je posuđen Lokomotivi Zagreb. Za Lokomotivu je debitirao 1. travnja 2017. godine protiv Slavena Belupa (1:1). Dana 26. travnja 2017. zabio je jedini gol na utakmici protiv Istre 1961. To mu je bio prvi i jedini gol u dresu Lokomotive.

#### Esteglal
Dana 15. listopada 2018. godine Karimi je potpisao jednogodišnji ugovor s iranskim klubom Esteglal. Za Esteglal je debitirao 27. srpnja 2018. godine protiv Pajkana iz Teherana (0:0).

#### Qatar SC
Dana 1. studenog 2020. godine potpisao je jednogodišnji ugovor s katarskim klubom Qatar SC.

### Reprezentativna karijera
Nastupao je za Iran do 23 godine i A selekciju te države. Za A selekciju debitirao je u prijateljskoj utakmici protiv Papue Nove Gvineje (8:1).

## Priznanja

### Klupska
Sepahan
- Iranski nogometni kup: 2012./13.
- Iranska Pro Liga: 2014./15.

### Reprezentativna
Iran U23
- Zapadnoazijsko nogometno prvenstvo do 23 godine: 2015.

## Vanjske poveznice
- Ali Karimi, Transfermarkt